# الرجل الميت
الرجل الميت (بالإنجليزية: Dead Man)‏ هو فيلم تم إنتاجه في الولايات المتحدة وصدر في سنة 1995. الفيلم من إخراج جيم جارموش وكتابة جيم جارموش.

## بطولة
- جوني ديب

## القصة
ويليام بليك محاسب يهرب بعد جريمة قتل .. ويقابل رجلا غريبا اسمه لا أحد (Nobody) والذي يجهزه لرحلة في عالم الأرواح

## الميزانية والإيرادات
بلغت تكلفة إنتاج الفيلم حوالي 9,000,000 دولار بينما حقق أرباحا تقدر بـ 1,025,488 دولار.

## وصلات خارجية
- الرجل الميت على موقع IMDb (الإنجليزية)
- الرجل الميت على موقع ميتاكريتيك (الإنجليزية)
- الرجل الميت على موقع الموسوعة البريطانية (الإنجليزية)
- الرجل الميت على موقع روتن توميتوز (الإنجليزية)
- الرجل الميت على موقع نتفليكس (الإنجليزية)
- الرجل الميت على موقع ألو سيني (الفرنسية)
- الرجل الميت على موقع Turner Classic Movies (الإنجليزية)
- الرجل الميت على موقع أول موفي (الإنجليزية)
- الرجل الميت على موقع بوكس أوفيس موجو (الإنجليزية)
- الرجل الميت على موقع فيلمافينيتي (الإسبانية)

1. ↑  وصلة مرجع: http://stopklatka.pl/film/truposz. الوصول: 18 أبريل 2016.
2. 1 2 3  وصلة مرجع: http://www.imdb.com/title/tt0112817/. الوصول: 18 أبريل 2016.
3. ↑  وصلة مرجع: http://www.allocine.fr/film/fichefilm_gen_cfilm=13765.html. الوصول: 18 أبريل 2016.
4. 1 2  وصلة مرجع: http://www.metacritic.com/movie/dead-man. الوصول: 18 أبريل 2016.
5. ↑  وصلة مرجع: http://www.complex.com/pop-culture/the-25-best-independent-movies-streaming-on-netflix-right-now/dead-man.
6. ↑  وصلة مرجع: http://www.notcoming.com/reviews/deadman/.
7. 1 2 3 4 5  وصلة مرجع: https://europeanfilmawards.eu/en_EN/film/dead-man.5425. مسار الأرشيف: https://web.archive.org/web/20200401173903/https://europeanfilmawards.eu/en_EN/film/dead-man.5425. الوصول: 1 أبريل 2020.
8. 1 2  وصلة مرجع: https://www.europeanfilmacademy.org/European-Film-Awards-Winners-1996.77.0.html. مسار الأرشيف: https://web.archive.org/web/20190502132100/https://www.europeanfilmacademy.org/European-Film-Awards-Winners-1996.77.0.html. الوصول: 9 ديسمبر 2019.